# Satsvarūpa dāsa Gosvāmī
 (janvier 2023).
Si vous disposez d'ouvrages ou d'articles de référence ou si vous connaissez des sites web de qualité traitant du thème abordé ici, merci de compléter l'article en donnant les références utiles à sa vérifiabilité et en les liant à la section « Notes et références ».
Satsvarūpa dāsa Gosvāmī (sanskrit : [ˈsaʈsʋɑˌɽʉ:pa̤ dɒ:s ɡɔˈsʋæ:miː] ; devanagari⁣ : सत्स्वरूप दास गोस्वामी translittéré en « Satsvarupa dasa Gosvami » ou « Satsvarupa das Goswami », (sanskrit), né en 1939 à New York sous le nom de Stephan Guarino, est l'un des premiers disciples de A. C. Bhaktivedanta Swami Prabhupada, le fondateur du mouvement Hare Krishna. Il a étudié à l'[ISKCON Communications Journal]. Il était auparavant un éditeur associé de Back to Godhead, le magazine du mouvement Hare Krishna.
Il est l'auteur de vingt livres sur le vishnouisme et les sujets apparentés, parmi lesquels Srila Prabhupāda-līlāmrta (1983), Narada Bhakti Sutras (1993) et Poor Man Reads the Bhagavatam (1996). C'est l'un des premiers occidentaux ordonnés par Srila Prabhupada en septembre 1966. En mai 2004, il envoie une lettre à tous ses disciples où il affirme renoncer à sa position de gourou, ainsi qu'à toutes ses fonctions d'administration dans le mouvement ISKCON après avoir « succombé à ses tourments ».

## Œuvres
- (en) Satsvarūpa dāsa Gosvāmī, Readings in Vedic Literature : The Tradition Speaks for Itself, New York, Bhakltivedanta Book Trust, 1976, 256 p. (ISBN 978-0-912776-88-0, LCCN 76024941)
- (en) Satsvarūpa dāsa Gosvāmī, A Handbook for Kŗşņa Consciousness : an Anthology of Writings, Philadelphie, Bala Books, 1979, 396 p. (ISBN 0-89647-008-3, LCCN 79000097)
- (en) Satsvarūpa dāsa Gosvāmī, Srīla Prabhupāda-līlāmrta : a biography of His Divine Grace A.C. Bhaktivedanta Swami Prabhupāda, vol. 1, Bhaktivedanta Book Trust, 1980 (réimpr. 2002), 1133 p. (ISBN 978-0-89213-357-4, LCCN 80005071)
- (en) Satsvarūpa dāsa Gosvāmī, Srīla Prabhupāda-līlāmrta : a biography of His Divine Grace A.C. Bhaktivedanta Swami Prabhupāda, vol. 2, Bhaktivedanta Book Trust, 1980 (réimpr. 2002), 1191 p. (ISBN 978-0-89213-357-4, LCCN 80005071)
- (en) Satsvarūpa dāsa Gosvāmī, Japa Reform Notebook, 1982, 95 p. (ISBN 978-0-911233-39-1, lire en ligne)
- (en) Satsvarūpa dāsa Gosvāmī, Journals and Poems vols. 1-3, 1982-84
- (en) Satsvarūpa dāsa Gosvāmī, Prabhupada Lila, 1983, 327 p. (ISBN 978-0-911233-36-0, lire en ligne)
- (en) Satsvarūpa dāsa Gosvāmī, Remembering Srila Prabhupada. Vol 1-4, 1983, 109 p. (ISBN 978-0-911233-13-1)
- (en) - Satsvarūpa dāsa Gosvāmī, Life with the Perfect Master : A Personal Servant's Account, Port Royal, Gita-nagari Press, juin 1983, 111 p. (ISBN 978-0-911233-17-9), p. 111
- (en) - Satsvarūpa dāsa Gosvāmī, Vaisnava Behavior, janvier 1983, 203 p. (ISBN 978-0-911233-18-6), p. 242
- (en) - Satsvarūpa dāsa Gosvāmī, Prabhupada Nectar Vol 1-5, 1984-1987 (reprint 1991,1997,2003) (ISBN 978-0-911233-22-3)
- (en) - Satsvarūpa dāsa Gosvāmī, Reading Reform, Washington, Gītā-Nāgārī Press, 1985, 102 p. (ISBN 978-0-911233-28-5, OCLC 11785877, LCCN 85005417)
- (en) - Satsvarūpa dāsa Gosvāmī, Under the banyan tree, Potomac, Gītā-nāgarī Press, octobre 1986, 32 p., poche (ISBN 978-0-911233-35-3, OCLC 13122444, LCCN 86000270, lire en ligne), p. 32
- (en) - Satsvarūpa dāsa Gosvāmī, Entering the Life of Prayer, GNP, 1987, 2e éd., 149 p. (ISBN 978-0-911233-97-1, OCLC 49387267, lire en ligne)
- (en) - Satsvarūpa dāsa Gosvāmī, Ista-gosthi vols. 1-3, 1988-1990
- - Satsvarūpa dāsa Gosvāmī, Prabhupada Meditations Vol 1-4, 1991-1997 (reprint 2003)
- (en) Satsvarūpa dāsa Gosvāmī, Begging for the Nectar of the Holy Name, Port Royal, GN Press, décembre 1992, 340 p. (ISBN 978-0-911233-98-8, OCLC 26932638, LCCN 92039135, lire en ligne), p. 340
- (en) Satsvarūpa dāsa Gosvāmī, Living with the Scriptures, Philadelphie, Gītā-nāgarī Press, novembre 1990, 135 p. (ISBN 978-0-911233-26-1, OCLC 11289893, LCCN 84021238)
- (en) Satsvarūpa dāsa Gosvāmī, Memories, Port Royal, GN Press, 1997, 226 p. (ISBN 978-0-911233-69-8, OCLC 40545522, LCCN 98134784)
- (en) Satsvarūpa dāsa Gosvāmī, Shack Notes : Moments While at a Writing Retreat, Port Royal, GN Press, 1995, 314 p. (ISBN 978-0-911233-91-9, OCLC 24845647, LCCN 91038509, lire en ligne)
- (en) Satsvarūpa dāsa Gosvāmī, A Poor Man Reads the Bhagavatam. Vols (réimpr. 2008) (1re éd. 1995)
- (en) Satsvarūpa dāsa Gosvāmī, Japa Walks, Japa Talks, Port Royal, GN Press, 1995, 106 p. (ISBN 978-0-911233-58-2, OCLC 31517139, LCCN 94040014, lire en ligne)
- (en) Satsvarūpa dāsa Gosvāmī, One Hundred Prabhupada Poems, avril 1995, 173 p. (ISBN 978-0-911233-59-9, lire en ligne)
- (en) Satsvarūpa dāsa Gosvāmī, Radio Shows, Port Royal, GN Press, juin 1995, 314 p. (ISBN 978-0-911233-60-5, OCLC 32273607, LCCN 95012223)
- (en) Satsvarūpa dāsa Gosvāmī, Niti-Sastras : Sayings of Canakya and Hitopadesa As Quoted by Srila Prabhupada, juillet 1995, 244 p. (ISBN 978-0-911233-61-2), p. 4
- (en) - Satsvarūpa dāsa Gosvāmī, Churning the Milk Ocean,, Port Royal, GN Press, novembre 1995, 606 p., poche (ISBN 978-0-911233-63-6, OCLC 33079751, LCCN 95020572)
- (en) Satsvarūpa dāsa Gosvāmī, The Daily News : All Things Fail Without Krsna, 1995, 97 p. (ISBN 978-0-911233-55-1)
- (en) Satsvarūpa dāsa Gosvāmī, My Relationship With Lord Krishna, juin 1995, 99 p. (ISBN 978-0-911233-57-5, lire en ligne)
- (en) Satsvarūpa dāsa Gosvāmī, Dear Sky : Letters from a Sannyasi, 1996 (ISBN 978-0-911233-99-5)
- (en) From Copper to Touchstone : Favorite Selections from the Caitanya-Caritamrta, juin 1996 (ISBN 0-911233-66-0)
- (en) - Satsvarūpa dāsa Gosvāmī, Photo Preaching, Port Royal, GN Press, juin 1996, 101 p. (ISBN 978-0-911233-65-0, OCLC 34690966, LCCN 96022457, lire en ligne), p. 101
- (en) - Satsvarūpa dāsa Gosvāmī, Gentle power : Collected poems, 1995-1996, Port Royal, GN Press, 1996, 119 p. (ISBN 978-0-911233-67-4, OCLC 37315569, LCCN 97166926, lire en ligne), p. 119
- (en) - Satsvarūpa dāsa Gosvāmī, The Wild Garden : Writings from 1990-1993, 1996 (ISBN 978-0-911233-54-4), p. 355
- (en) - Satsvarūpa dāsa Gosvāmī, The Qualities of Sri Krsna, 1998, 152 p. (ISBN 978-0-911233-64-3, lire en ligne)
- (en) - Satsvarūpa dāsa Gosvāmī, My Letters from Srila Prabhupada vols 1-3, 1997 (réimpr. 1997) (1re éd. 1986), 371 p. (ISBN 978-0-911233-84-1)
- (en) Satsvarūpa dāsa Gosvāmī, Cc Asraya : A Diary While Attempting to Read Sri Caitanya-Caritamrta,, novembre 1997, 200 p. (ISBN 978-0-911233-34-6)
- (en) Satsvarūpa dāsa Gosvāmī, Every Day, Just Write vols. 1-19 (réimpr. 2003) (1re éd. 1997)
- (en) Satsvarūpa dāsa Gosvāmī, Passing Places, Eternal Truths, Port Royal, GN Press, janvier 1998 (ISBN 978-0-911233-31-5, OCLC 38112497, LCCN 97051400)
- (en) Satsvarūpa dāsa Gosvāmī, The Waves at Jagannatha Puri and Other Poems, juin 1998, 130 p. (ISBN 978-0-911233-30-8)
- (en) Satsvarūpa dāsa Gosvāmī, From Matter to Spirit : Paintings, Poems, and Improvisations, La Crosse, GN Press, novembre 1999, 95 p., poche (ISBN 978-0-911233-39-1, lire en ligne)
- (en) Satsvarūpa dāsa Gosvāmī, From Imperfection, Purity Will Come About, Port Royal, GN Press, mai 1999 (ISBN 978-0-911233-52-0, OCLC 41090751, LCCN 99025987)
- (en) Satsvarūpa dāsa Gosvāmī, Vaisnava Compassion, La Crosse, GN Press, juin 2001, 170 p., relié (ISBN 978-0-911233-25-4, OCLC 47182491, LCCN 2001003256, lire en ligne)
- (en) Satsvarūpa dāsa Gosvāmī, Stowies, La Crosse, GN Press, septembre 2002, 93 p., relié (ISBN 978-0-911233-04-9, OCLC 50447575, LCCN 2002013267, lire en ligne)
- (en) Satsvarūpa dāsa Gosvāmī, Write and Die, octobre 2006, 325 p. (ISBN 978-0-911233-85-8, lire en ligne)
- (en) Satsvarūpa dāsa Gosvāmī, Visitors, janvier 2007, 185 p. (ISBN 978-0-911233-50-6)
- (en) Satsvarūpa dāsa Gosvāmī, Human at Best, Dallas, GN Press, novembre 2008, 386 p. (ISBN 978-0-911233-95-7, OCLC 226984627, LCCN 2008018296, lire en ligne)